# Triaria
Triaria (fl. II secolo) è stata una nobildonna romana.

## Vita
Triaria (Giunia Calvina Milonia Caecena Alba Terentia) fu la seconda moglie di Lucio Vitellio il Giovane (dopo che lui ebbe divorziato da Giunia Calvina) console nel 48 e fratello dell'imperatore Aulo Vitellio.
Nel 69 Triaria intercesse presso Flavio Sabino "con durezza e pressione non certo da donna" perché fosse condannato Publio Cornelio Dolabella, parente del defunto imperatore Galba e secondo marito di Petronia. Dolabella fu poi fatto segretamente uccidere a Terni da Vitellio appena diventato imperatore.
Tacito racconta che il comportamento di Triaria subì duri attacchi all'indomani dell'assedio di Terracina da parte del marito. La donna, munita di spada come un soldato, si segnalò per episodi di crudeltà e violenza nei confronti della città già in ginocchio.

## Nella cultura successiva

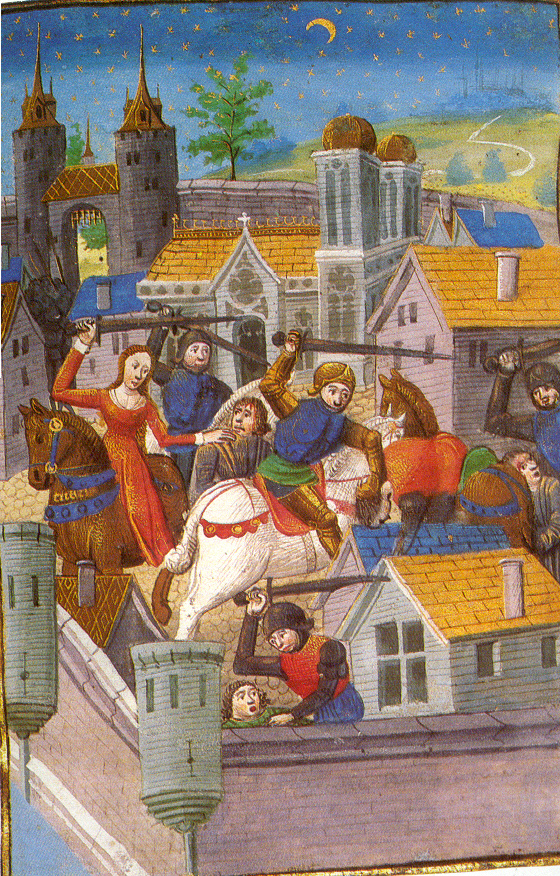
Miniatura medievale che rappresenta Triaria

Nel De mulieribus claris, Boccaccio loda Triaria per il suo coraggio. Un antico manoscritto francese dell'opera contiene una tavola che mostra un sanguinoso massacro all'interno di una città murata, con la figura di Triaria in rilievo tra i guerrieri feriti. La miniatura potrebbe far riferimento al sacco di Terracina.